# Молодий буковинець
Молодий буковинець — громадсько-політична газета Чернівецької області, заснована в 1967 році.
З 1991 року засновник газети — журналістський колектив редакції. З 2000 року виходить тричі на тиждень (вівторок, четвер і субота) загальним накладом 50 тисяч примірників. З 2003 року газета друкується у власній друкарні на сучасній шведській машині «Сольна». Крім «МБ», тут друкується більшість місцевих газет та газети сусідніх областей.
2004 року газету удостоєно Премії імені Герда Буцеріуса «Вільна преса Східної Європи».
«МБ» — член української асоціації «Незалежності регіональні видавці». Згідно з дослідженнями TNS Україна, газета «Молодий буковинець» — абсолютний лідер, серед регіональних видань м. Чернівці і області. Читацька аудиторія «МБ» — 180 тисяч мешканців Буковини[джерело?].
Газета під назвою «Комсомолець Буковини», яка стала предтечею «Молодого Буковинця» виходила з 1940 року. 1 січня 1967 року вийшов у світ перший номер газети «Молодий буковинець».
Нині це найбільша газета Чернівецької області з найбільшою читацькою аудиторією.